# SN 2007cd
SN 2007cd – supernowa odkryta 27 kwietnia 2007 roku w galaktyce NGC 5174. W momencie odkrycia miała maksymalną jasność 17,50m.